# Дрю, Джон (преступник)
Джон Дрю (англ. John Drewe; имя при рождении Джон Кокетт англ. John Cockett; род. 1948) — британский преподаватель, фальсификатор, продавец подделок картин известных мастеров, которые писал художник Джон Майатт. Их преступление было названо «крупнейшей аферой в сфере искусств 20-го века». Дрю заработал около 1,8 млн. фунтов стерлингов продавая подделки произведений искусства.

## Биография
Джон Кокетт родился в 1948 году в Сассексе в Англии. В возрасте 17 лет он бросил школу и сменил свою фамилию на Дрю. Подделав документы, что у него есть докторская степень по физике, некоторое время работал в Британском управление по атомной энергии. Был уволен когда обман раскрылся. За последующие 15 лет, о нём отсутствуют какие либо официальные сведения, ни данных о занятости или уплате налогов.
По словам самого Дрю, в 1968 году он присоединился к студенческим протестам в Париже. Позже, переехал в Германию и изучал физику в Кильском университете. По возвращении в Великобританию, в течение года преподавал экспериментальную физику в Университете Сассекса, а так же получил второе высшее образование по физике в SUNY Buffalo. Но ни одно из этих учебных заведений не имеет о нём данных.
В 1970 году Дрю, получивший степень доктора философии по физике, в течение года работал начальником физического факультета гимназии Бексхилл в Восточном Сассексе.
В 1980 году Дрю встретил богатую израильскую эмигрантку Бат-Шеву Гудсмид и вскоре переехал в её дом, очаровав её заявлениями о том, что он был советником Управления по атомной энергии, членом британского совета по авиакосмической промышленности и работал в министерстве обороны. На самом деле он преподавал физику в еврейской частной школе в Хайгейте, пока в 1985 году его не уволили.

## Фальсификатор
В 1985 году Дрю познакомился с художником Джоном Майаттом, остро нуждавшимся в деньгах. Сначала Дрю представился физиком-ядерщиком, который хотел получить художественные копии картин известных мастеров для своего дома и намекнул на связи с британской разведкой. В конце концов он убедил Майатта написать для него такие копии. Чтобы «состарить» картины, Дрю использовал грязь и пыль из пылесоса.
Через посредников Дрю связался с аукционными домами, такими как Кристис и Сотбис и, за несколько лет продал около 200 картин Майатта, заработав 1,8 млн фунтов стерлингов. В течение их многолетних отношений он выплатил Майатту всего 100 тыс. фунтов стерлингов, в то время как оставшиеся доходы оставлял себе.
Дрю не пытался продавать картины сразу, а создавал для них ложные легенды. Он подделывал сертификаты подлинности и даже счета предыдущих продаж, чтобы создать ложный провенанс и оставить «бумажные следы» для картин. Он писал родственникам художников, чтобы обмануть их в подделке подделок. Дрю обманул небольшой католический религиозный орден в одной из деревень, подписав с ними контракт, на экспертизу некоторых картин.
Он также подделывал документы о предыдущих владельцах, чтобы создать «историю» картины. Для этого он использовал записи погибших людей, некоторые из них были его знакомыми. Он также убедил некоторых своих друзей подписать документы, как если бы они были предыдущими владельцами картин — большинство из них нуждались в деньгах. Старому другу детства Дэниелу Стоуксу он придумал историю о пьющей жене и нуждающихся детях и убедил его притвориться владельцем поддельной картины Бена Николсона. Клайву Беллману, другому знакомому, сообщил, что картины были проданы, чтобы обеспечить деньги для закупок архивных материалов из Советского Союза о Холокосте. Когда он не находил кого можно подкупить, Дрю просто придумывал несуществующих людей.
В 1989 году Дрю получил доступ к архивам писем Института современного искусства в Лондоне, заявив, что является коллекционером. Он также пожертвовал институту две картины — подделки Майатта — для аукциона по сбору средств. Позже он использовал архивные материалы института в своих поддельных документах. Галерея Тейт получила в дар две картины Роде Бисьера, но сын Бисьера не принял их. Дрю забрал картины, но сделал пожертвование в размере 20 000 фунтов стерлингов для галереи, и галерея открыла ему свои архивы. Чтобы получить доступ в архивы Музея Виктории и Альберта, ему нужна была рекомендация, которую он сам себе и предоставил.
Дрю использовал эти возможности, чтобы вносить в архивы фальшивые записи. Он заменял старые страницы и вставлял множество новых в старые художественные каталоги, чтобы включить подделки Майатта. Учреждения заявили, что потребуются годы, чтобы очистить архивы от всей ложной информации. Через посредника Дрю также создал компанию «Art Research Associates» и снова использовал себя в качестве рекомендателя.
В 1995 году Дрю разорвал отношения с Гудсмид и женился на Хелен Суссман, враче по профессии. Когда Гудсмид убирала вещи оставленные Дрю, ей попались бумаги из которых она поняла чем занимался Джон. Она решила рассказать об этом полиции и галерее Тейт.

## Арест и суд 1998 года
В сентябре 1995 года Скотланд-Ярд арестовал Майатта, который поссорился с Дрю и сразу согласился сотрудничать с полицией. 16 апреля 1996 года полиция совершила рейд в дом Дрю в Рейгейте, штат Суррей, и обнаружила материалы, которые он использовал для подделок сертификатов подлинности. Они также нашли два каталога, которые Дрю украл из Музея Виктории и Альберта. Полиция также обнаружила доказательства того, что другой художник, помимо Майатта, мог писать некоторые из подделок.
Во время допросов Дрю постоянно отрицал свою вину. Когда его освободили под залог он попытался скрыться, но через два месяца полиция нашла его, установив слежку за его матерью.
На этот раз Дрю придумал теорию заговора. Он утверждал, что он был торговцем оружием и стал жертвой обмана, в том числе британских правоохранительных органов и правительств семи стран, и что в общей сложности было написано 4000 подделок, которые использовались для финансирования сделок с оружием между британской военной промышленностью и Ираном, Ираком и Сьерра-Леоне . Он также утверждал, что он был агентом британской разведки, что Майатт был неонацистским оперативником и что Роберт Харрис, имя, упомянутое во многих поддельных сертификатах, был южноафриканским торговцем оружием. Но он не мог предоставить доказательств ни одной из этих историй.
Обвинение объявило его историю чистой фантазией и обвинило его в мошенничестве.
Судебный процесс против Дрю и Майатта начался в сентябре 1998 года. Дрю уволил своего адвоката, который отказался использовать историю Дрю, и решил защитить себя. Майатт назвал его лжецом, а присяжные признали его виновным через шесть часов заседания.
13 февраля 1999 года Дрю был приговорен к шести годам тюрьмы за сговор с целью мошенничества, по двум пунктам обвинения в подделке, одному пункту за кражу и одному за использование заведомо ложного документа. Он отсидел два года в тюрьме.

## Суд 2012 года
В марте 2012 года в Норвичском королевском суде Дрю был осужден за мошенничество в отношении 71-летней пенсионерки, бывшей учительницы музыки. Дрю обманом завладел всеми её сбережениями в размере 700 000 фунтов стерлингов. Он был приговорён к восьми годам тюрьмы. Судья, который вынес вердикт, сказал ему: «На мой взгляд, вы самый нечестный и коварный человек, с которым я когда-либо сталкивался» 